# جوش ميلر (ممثل)
جوش ميلر (بالإنجليزية: Worm Miller)‏ هو كاتب سيناريو ومخرج وممثل أمريكي، ولد في 23 سبتمبر 1978 في الولايات المتحدة.

## وصلات خارجية
- جوش ميلر على موقع IMDb (الإنجليزية)
- جوش ميلر على موقع ألو سيني (الفرنسية)
- جوش ميلر على موقع أول موفي (الإنجليزية)
- جوش ميلر على موقع قاعدة بيانات الفيلم (الإنجليزية)
- جوش ميلر على موقع كينوبويسك (الروسية)